# Yukhon
Yukhon, danh xưng hoàng gia là Somdetch Brhat-Anya Chao Yughandhara (sinh thế kỷ 15, mất 1430 tại Phadao), là vị vua thứ năm của Vương quốc Lan Xang. Ông ở ngôi 8 tháng từ năm 1429 đến khi mất 1430.
Yukhon là con trai thứ hai của vua Lan Kham Deng (trị vì 1417-1428). Ông kế vị người chú là Vua Phommathat (trị vì 1428-1429). Tuy nhiên là vị thành niên, Nhiếp chính Nang Keo Phimpha không hài lòng với hoạt động của ông, và tranh chấp ngai vàng cùng bạo lực xảy ra. Ông chạy trốn nhưng vẫn bị người của Nang Keo Phimpha ám sát tại Phadao.
Em trai của ông kế vị, là Vua Khon Kham (trị vì 1430-1432).